# Frýdlant nad Ostravicí (nádraží)
Frýdlant nad Ostravicí (německy Friedland an der Ostrawitza) je železniční stanice v centrální části města Frýdlant nad Ostravicí v okrese Frýdek-Místek v Moravskoslezském kraji nedaleko řeky Ostravice. Leží na jednokolejných neelektrizovaných tratích Ostrava – Valašské Meziříčí a Frýdlant nad Ostravicí – Ostravice. Ve městě se dále nacházejí železniční zastávky Frýdlant nad Ostravicí zastávka a Frýdlant nad Ostravicí-Nová Dědina.

## Historie
Stanice byla otevřena 1. ledna 1871 společností Císařsko-královská privilegovaná Ostravsko-frýdlantská železnice (K. k. priv. Ostrau-Friedlander Eisenbahn, OFE) z Ostravy do Frýdlantu. 1. června 1888 vybudovala druhou trať společnost Severní dráha císaře Ferdinanda, která propojila koncovou trať v Bystřici pod Hostýnem, kam roku 1882 dovedla společnost Kroměřížská dráha trať z Hulína, a nově dostavěný úsek z Krásna nad Bečvou (dnes součást Valašského Meziříčí) k frýdlantské trati jakožto alternativní spojení Vídně a Krakova, které tolik neohrožovala blízká hranice s Pruskem, KFNB zároveň od OFE odkoupila úsek Frýdek-Místek – Frýdlant nad Ostravicí.[zdroj?]
6. srpna 1908 pak projekt společnosti Frýdlantsko-bílská dráha (FBD) spojil Frýdlant s Bílou.[zdroj?]
Po zestátnění KFNB v roce 1906 pak obsluhovaly stanici Císařsko-královské státní dráhy (kkStB), po roce 1918 pak správu přebraly Československé státní dráhy, Frýdlantsko-bílská dráha byla zestátněna až roku 1945. V roce 1965 byl úsek Ostravice-Bílá snesen kvůli výstavbě vodní nádrže Šance.[zdroj?]
V roce 2013 proběhla rekonstrukce stanice, v jejímž rámci bylo kompletně přestavěno kolejiště a byly vybudována nová zastřešená ostrovní nástupiště. Upraveno bylo také zapojení tratě od Ostravice, což umožnilo zvýšení rychlosti pro tento směr z původních 30 km/h na 70 km/h. Původní elektromechanické zabezpečovací zařízení bylo nahrazeno novým elektronickým stavědlem typu ESA 44.

## Popis
Nachází se zde dvě krytá ostrovní nástupiště s podchody, bezbariérovými výtahy a elektronickým informačním systémem.[zdroj?]

## Provoz
V GVD 2023/24 zde jezdily vlaky linky S5 do Ostravice převážně v hodinovém intervalu a vlaky linky S6 do Ostravy ve špičce v půlhodinovém, mimo špičku a o víkendu v hodinovém intervalu, do Valašského Meziříčí ve špičce v hodinovém intervalu, mimo špičku a o víkendech převážně v dvouhodinovém intervalu, doplněné na hodinový interval do Frenštátu. V pracovních dnech zde byla linka S6 většinu času rozlomená, o víkendu byly spoje rozlomeny ve Frenštátu. Nad rámec těchto zastávkových vlaků byly o víkendu vedeny 2, v období letního času 3, páry spěšných vlaků Lysohor z Ostravy do Ostravice.[zdroj?]